# Óscar Crisóstomo
Óscar Manuel Crisóstomo Llanos (Ñiquén, 31 de marzo de 1981) es un asistente social y político chileno, militante del Partido Socialista de Chile (PS). Desde el 14 de julio de 2021 se desempeña como Gobernador regional de Ñuble, convirtiéndose en el primero en ejercer el cargo.

## Biografía
Nació en una familia ligada al Partido Socialista de Chile, donde su tío, don Manuel Crisóstomo Toro, es considerado el único detenido desaparecido de la ciudad de San Carlos.
Estudió en el Liceo de Hombres de Chillán, para luego continuar sus estudios en la carrera de Trabajo Social en la Universidad del Bío-Bío, entidad dentro de la cual fue presidente de la Federación de Estudiantes de Chillán.

## Carrera política
Sus primeros oficios fueron en el Departamento Provincial de Educación del Ministerio de Educación de Chile, y en 2006 en la Unidad de Calidad de vida del Hospital Clínico Herminda Martin. Posteriormente fue director provincial del Servicio de Vivienda y Urbanización, durante el Segundo gobierno de Michelle Bachelet, hasta el 2018. Dentro de las obras realizadas durante su gestión se encuentran la creación del Parque Urbano de San Carlos, y la entrega de viviendas en uno de los últimos terrenos que iban a ser destinados a la creación del Parque Schelyer.
En 2020 es propuesto por el Partido Socialista para competir por la recién creada Gobernación Regional de Ñuble, compitiendo así en las primarias de Unidad Constituyente, donde resultó vencedor con el 38,78% de los sufragios. Tras resultar ganador de las elecciones primarias es inscrito formalmente como candidato a Gobernador de la región, resultando vencedor en primera y segunda vuelta, derrotando al derechista Jezer Sepúlveda (UDI) en un estrecho balotaje.
Asumió como Gobernador de la Región de Ñuble el 14 de julio de 2021.

## Controversias
En 2019 crea una empresa inmobiliaria, durante el proceso de campaña para la elección de Gobernador regional sus contrincantes difundieron denuncias en su contra relacionadas con dicha empresa, acusándolo de haber facilitado subsidios a parientes durante su cargo previo, como también, de aprovechar su cargo para beneficios personales con una inmobiliaria. Sin embargo, Crisóstomo se defendió argumentando que esos beneficios no llegaron a sus parientes y que su relación con la inmobiliaria es posterior a su cargo de director. Asimismo, aseguró de presentar querellas por injurias y calumnias por lo anteriormente mencionado.
Para marzo y abril de 2024, durante el contexto de las investigaciones de Fundación ProCultura, la Fiscalía Regional de Aysén realizó dos allanamientos en el Gobierno Regional de Ñuble, donde se incautaron celulares, documentos, además del celular personal de Crisóstomo. Luego en el mes de julio, precandidata a la gobernación regional de UDI, Lorena Jardua, junto al consejero regional Cristián Quilodrán, denunciaron a Óscar Crisóstomo y al exsubsecretario de Desarrollo Regional y Administrativo, Miguel Crispi, ante el Juzgado de Garantía de Chillán, por el delito de fraude al fisco, tráfico de influencias, evasión de impuestos y desfalco, debido a la compra de 320 cuadernos y 320 lápices por diez millones de pesos chilenos. En su defensa, el Partido Socialista de Chile acusó de intento de dañar la imagen de Crisóstomo antes de las Elecciones regionales de Chile de 2024, y apeló a la buena fe dado que Crisóstomo puso "a disposición toda la información requerida por el ente persecutor para aclarar los hechos".

## Historia electoral

### Elecciones de consejeros regionales de 2017
- Elecciones de consejeros regionales de 2017, para consejero regional por la circunscripción provincial de Ñuble (Bulnes, Chillán, Chillán Viejo, Cobquecura, Coelemu, Coihueco, El Carmen,  Ninhue, Ñiquén, Pemuco, Pinto, Portezuelo, Quillón, Quirihue, Ránquil, San Carlos, San Fabián, San Ignacio, San Nicolás, Treguaco y Yungay). [14]

| Candidato                 | Pacto                                | Partido | Votos  | %    | Resultados         |
| ------------------------- | ------------------------------------ | ------- | ------ | ---- | ------------------ |
| Javier Ávila Parada       | Chile Vamos                          | RN      | 17 023 | 10,4 | Consejero Regional |
| Hernán Álvarez Román      | Unidos por la Descentralización      | PDC     | 11 442 | 7,0  | Consejero Regional |
| Óscar Crisóstomo Llanos   | Unidos por la Descentralización      | PS      | 11 379 | 6,9  |                    |
| Jezer Sepúlveda Domínguez | Chile Vamos                          | UDI     | 11 220 | 6,8  | Consejero Regional |
| Arnoldo Jiménez Venegas   | Por Un Chile Justo y Descentralizado | PPD     | 8 665  | 5,3  | Consejero Regional |
| Carlos Ávila Parra        | Chile Vamos                          | UDI     | 8 143  | 5,0  |                    |
| Juan Díaz González        | Chile Vamos                          | UDI     | 7 661  | 4,7  |                    |
| John Andrades Andrades    | Por Un Chile Justo y Descentralizado | PRSD    | 7 508  | 4,6  |                    |
| Claudio Guíñez Pacheco    | Por Un Chile Justo y Descentralizado | PPD     | 7 405  | 4,5  |                    |
| Rodrigo Dinamarca Muñoz   | Chile Vamos                          | ILE     | 4 919  | 3,0  | Consejero Regional |
| Quenne Aitken Ferrada     | Por Un Chile Justo y Descentralizado | PCCh    | 4 643  | 2,8  |                    |
| Gina Sepúlveda Pino       | Por Un Chile Justo y Descentralizado | ILF     | 4 553  | 2,8  |                    |
| Gabriel Pradenas Sandoval | Frente Amplio                        | ILI     | 1 954  | 1,2  |                    |

### Primarias de gobernadores regionales de 2020
- Primarias de Gobernadores Regionales de la Unidad Constituyente de 2020, para la Región de Ñuble.

|  | 38,78 % |

|  | 21,03 % |

|  | 20,57 % |

|  | 19,63 % |

### Elecciones de gobernadores regionales de 2021
- Elecciones de Gobernadores Regionales 2021, para gobernador por la Región de Ñuble (Primera vuelta).

|  | 31,24 % |

|  | 27,08 % |

|  | 13,71 % |

|  | 11,03 % |

|  | 6,06 % |

|  | 5,94 % |

|  | 4,94 % |

|  | 88,44 % |

|  | 3,08 % |

|  | 8,49 % |

|  | 100 % |

|  | 42,72 % |

- Elecciones de Gobernadores Regionales 2021, para gobernador por la Región de Ñuble (Segunda vuelta).

|  | 52,97 % |

|  | 47,03 % |

|  | 98,38 % |

|  | 1,19 % |

|  | 0,43 % |

|  | 100 % |

|  | 16,31 % |

### Elecciones de gobernadores regionales de 2024
- Elecciones regionales de 2024, para gobernador por la Región de Ñuble.

|  | 41,22 % |

|  | 14,25 % |

|  | 13,38 % |

|  | 13,37 % |

|  | 6,44 % |

|  | 5,87 % |

|  | 5,46 % |

|  | 82,91 % |

|  | 8,92 % |

|  | 8,17 % |

|  | 100 % |

|  | 89,21 % |